# 柚りし菓
柚 りし菓（ゆう りしか、1995年7月20日 - ）は、日本の女優。北海道出身。身長163cm。血液型はAB型。GMBプロダクションに所属していた。

## マグマレディーについて
2010年に主演を演じたマグマレディーでは主人公の響明日香役だけではなく、巨大ヒロインであるマグマレディーの演じている(いわゆるスーツアクトレス)。
撮影中で失神してしまうアクシデントに見舞われてしまうが、見事に全編演じ切っている。
またプールの授業では水に入ると頭が痛くなるとのエピソードがあり、撮影スタッフより撮影スーツ(ウェットスーツ製)を貸す旨話が合った時は苦笑いしている。

## 出演

### 映画
- ブラブラバンバン（2008年）ブラスバンド部員 役
- ブタがいた教室（2008年）岡本れいな 役
- チャイム[4]（2010年）三木谷優子 役
- じんじん (映画)（2013年）遠藤宏美 役
- モンスター（2013年）小夜子 役

### テレビドラマ
- 私が初めて創ったドラマ ウラ声ボーイズ（2009年、NHK BShi）合唱部員 役
- 女タクシードライバーの事件日誌5（2010年、TBSテレビ）春成衿子（15歳期） 役
- 高校生レストラン（2011年、日本テレビ）細川里美 役
- IS〜男でも女でもない性〜 第4話（2011年、テレビ東京）
- D×TOWN（2012年、テレビ東京）
- 仮面ライダーウィザード 第26・27話（2013年、テレビ朝日) 多香子 役
- 菜の花ラインに乗りかえて（2013年、NHK BSプレミアム）
- セーラーゾンビ（2014年、テレビ東京）加藤 役

### オリジナルビデオ
- 未来美少女戦記プレミアナイツ MINERVA（2006年）大空礼子 役
- グラビアヒロインUSA THE UNION 一蓮托生 絆（2007年）瀧田早苗（幼少期）役
- Hard Body 女サイボーグ（2007年）銀影（幼少期）役
- フェアリーキャプター桜花（2010年）天元寺智美 役
- スーパーメタルビュート（2010年）神武弥生 役
- グラドルヒロイン危機一髪 コードネーム ミネルバ NEO（2010年）美月零 役
- 地球の守り神 マグマレディー（2010年）主演・響明日香 役
- 聖純可憐ミルフィーナ（2010年）ダマック 役
- グラドルヒロイン危機一髪!!美少女仮面ワンダーアリス（2011年）主演・美和有栖 役
- グラドルヒロイン絶体絶命!!美少女仮面エクレール（2011年）御子柴麗 役
- 鳳神ヤツルギ外伝　天神キサラ（2011年）穂積天音 役
- 忍者特捜ジャスティーウィンドNEO クロウザーノ巻（2011年）主演・青梅杏奈 役
- 忍者特捜ジャスティーウィンドNEO ゲルゲッソーノ巻（2012年）主演・青梅杏奈 役

### CM
- アーバンエステート（2007年）
- JA、みんなのよい食プロジェクト（2008年）
- KDDI、au ガンガン学割 家族篇（2011年）友人の前田 役